# شراب برنج
با ساکی اشتباه گرفته نشود.

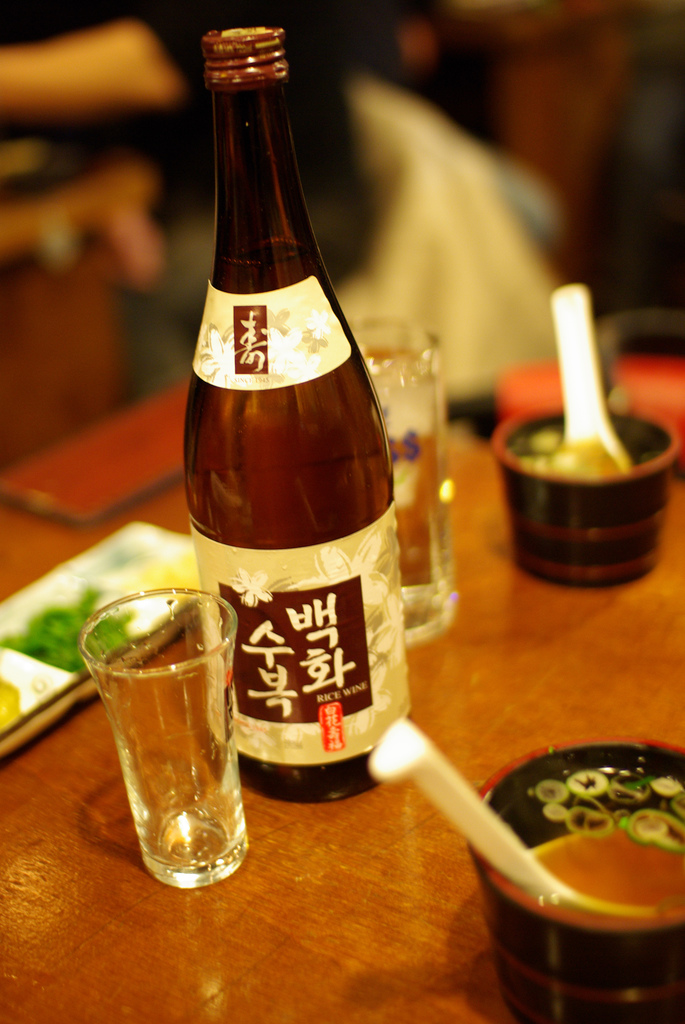
بطری cheongju، شراب برنج کره

شراب برنج (به انگلیسی: Rice wine) به نوشیدنی الکلی ساخته شده از برنج گفته می‌شود. بر خلاف شراب، که توسط تخمیر انگور و به طور طبیعی از میوه‌های شیرین بدست می‌آید، شراب برنج نتیجه تخمیر نشاسته برنج و تبدیل قند است. این فرایند شبیه فرایند تولید آبجو می‌باشد. 
با این حال، تولید آبجو بر پایه روند mashing برای تبدیل نشاسته به قند است در حالی که شراب برنج با استفاده از فرایندهای amylolytic ساخته می‌شود. رواج نوشیدنی‌های تقطیر از برنج بیشتر در کشورهای شرق و جنوب شرقی آسیا متداول است.
شراب برنج سوجو نیز در کشور کره جنوبی و ژاپن نیز جزو نوشیدنی های متداول است.